# Tréhorenteuc
Tréhorenteuc település Franciaországban, Morbihan megyében. Lakosainak száma 112 fő (2022. január 1.). Tréhorenteuc Néant-sur-Yvel, Paimpont, Campénéac és Loyat községekkel határos.

## Népesség
A település népessége az elmúlt években az alábbi módon változott:
| Lakosok száma | 142  | 109  | 126  | 110  | 112  | 117  | 122  | 116  | 113  | 112  |
|               | 1968 | 1982 | 1990 | 2006 | 2013 | 2015 | 2017 | 2019 | 2020 | 2022 |